# Bekova
Bekova, település Szerbiában, a Raskai körzet Novi Pazar-i községében.

## Népesség
- 1948-ban 380 lakosa volt.
- 1953-ban 394 lakosa volt.
- 1961-ben 410 lakosa volt.
- 1971-ben 346 lakosa volt.
- 1981-ben 254 lakosa volt.
- 1991-ben 161 lakosa volt.
- 2002-ben 116 lakosa volt, akik mindannyian szerbek.